# Школа № 1514
Школа № 1514 (ранее гимназия № 1514) — государственное бюджетное образовательное учреждение города Москвы. Школа расположена в Ломоносовском и Обручевском районах Юго-Западного административного округа.

## Корпуса
- Основного и среднего образования: ул. Крупской 12; Ул. Академика Челомея, д.6а; Ул. Новаторов, д.28; д.34, корп.1; Ул. Новаторов, 22А.
- Начального образования: Ул. Крупской, д.10.
- Дошкольные отделения: «Созвездие» город Москва, улица Академика Челомея, дом 8Б; «Лукоморье» город Москва, улица Новаторов, дом 20А.; «Семицветик» город Москва, улица Новаторов, дом 20, корпус 2.

## История
Основана в 1958 году как математическая школа № 52. В 1960 году получила статус математической спецшколы. Из учеников разных школ Москвы были сформированы пять 9-х классов. Математические «А» и «В» — на базе ВЦ МГУ, «Б» — на базе АН СССР; класс «Г» был физическим, класс «Д» — музыкальным. При поддержке Академии наук СССР на базе ВЦ МГУ и ВЦ АН СССР в школе было налажено углублённое изучение математики и производственное обучение по профессии «Программирование». В 1960-е годы преподавание в школе (не только программирование, но и математику) вели сотрудники этих организаций. Руководил преподавателями программирования заведующий лабораторией ВЦ АН СССР, доктор физико-математических наук Александр Александрович Абрамов. В школе вели уроки Алла Львовна Дышко, Инна Ивановна Чечель, Игорь Николаевич Антипов, сотрудники ВЦ МГУ Нина Васильевна Склар (Дроздова), Ирина Давыдовна Сандомирская, Евгений Михайлович Беркович и многие другие.
В 1993 году школа преобразована в гимназию № 1514. В 1997 году гимназия совместно с РГГУ открыла Отделение теории и истории мировой культуры.
8 ноября 2011 года гимназия № 1514 вошла в число пяти лучших школ Москвы по результатам образовательной деятельности и получила от столичных властей грант в размере 15 млн рублей.
В 2017 году школа заняла четвертое место в рейтинге лучших школ Москвы.

## Школа сегодня
В 8 классе гимназисты могут выбрать обучение по математическому (алгебра, геометрия, информатика, физика), гуманитарному (английский язык, русский язык, словесность, иностранные языки (2 языка на выбор), история), естественно-научному (биология, физика, химия), инженерно-технологическому (физика, робототехника, 3D принтер, алгебра, геометрия, информатика) или культурологическому профилю «ОТИМК» (литература, история, иностранные языки (3 языка на выбор), английский язык, латинский язык, философия, МХК).
Приём в гимназию осуществляется с любого класса по результатам экзамена по следующим предметам: математика, русский язык, английский язык (собеседование).
Сдавать экзамены можно в конце учебного года, но в 8 класс сдающему экзамены ученику придётся сдать помимо основных предметов ещё и профильные.